# Evangelische Kirche (Nietleben)

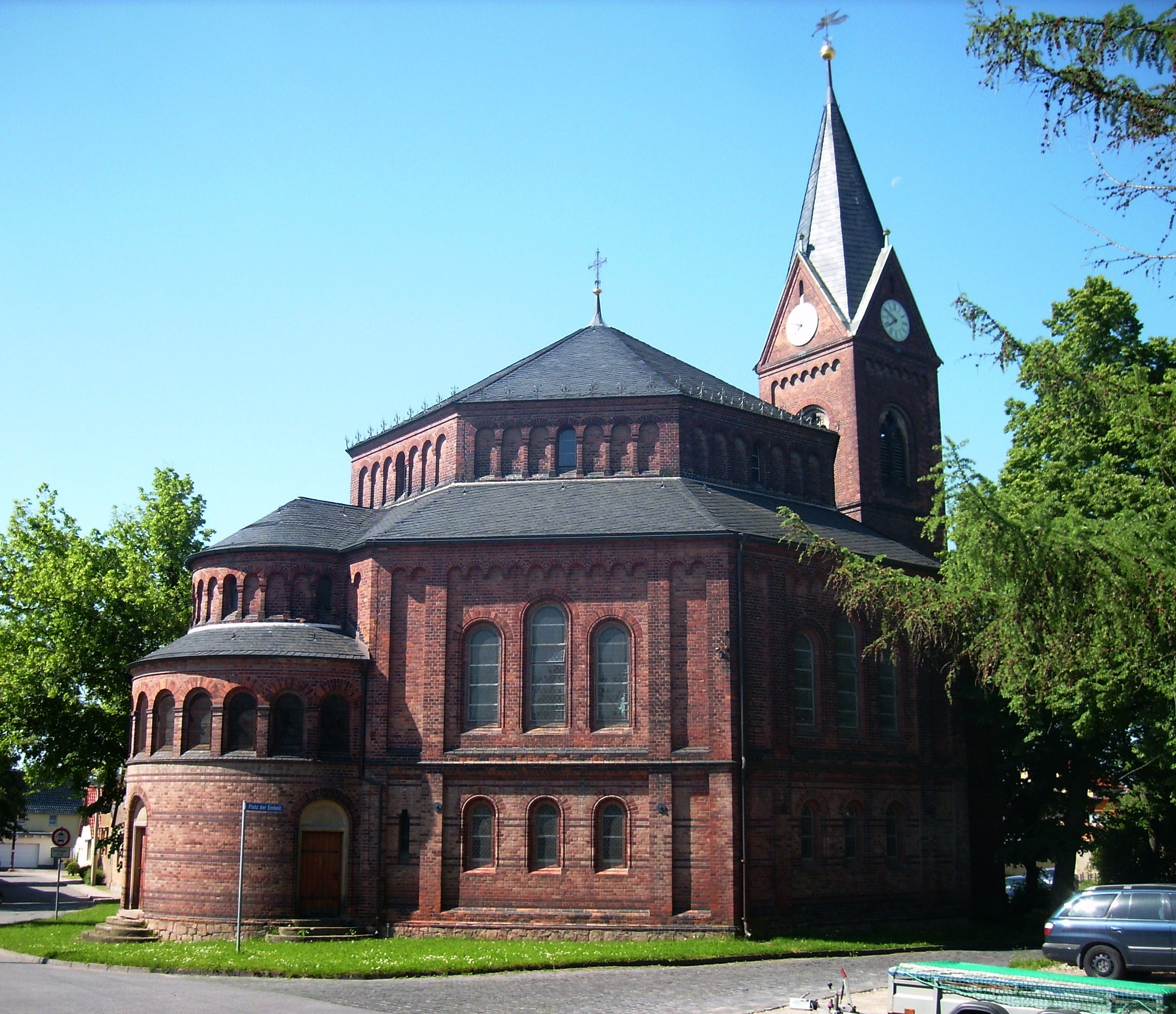
Kirche Halle-Nietleben

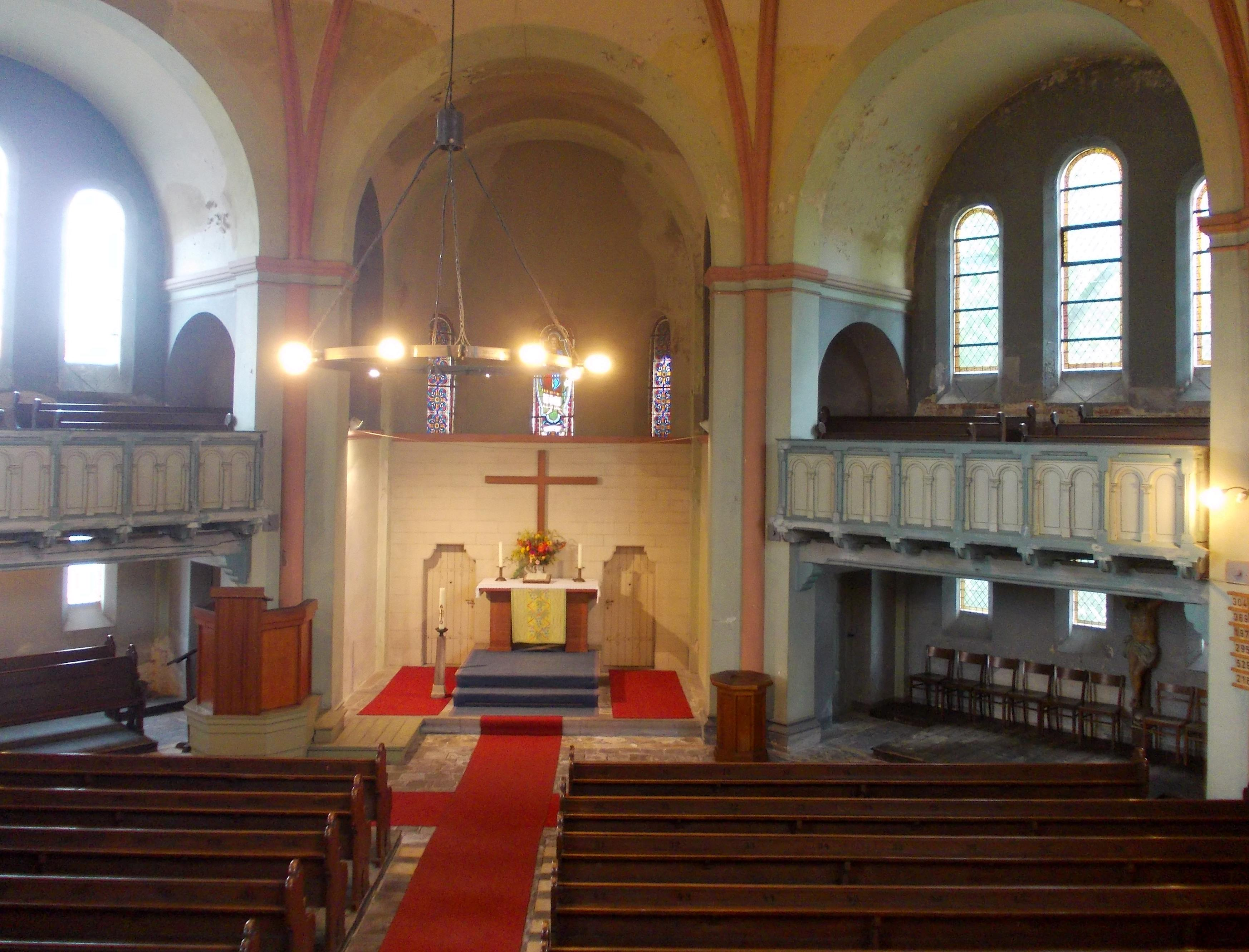
Innenraum

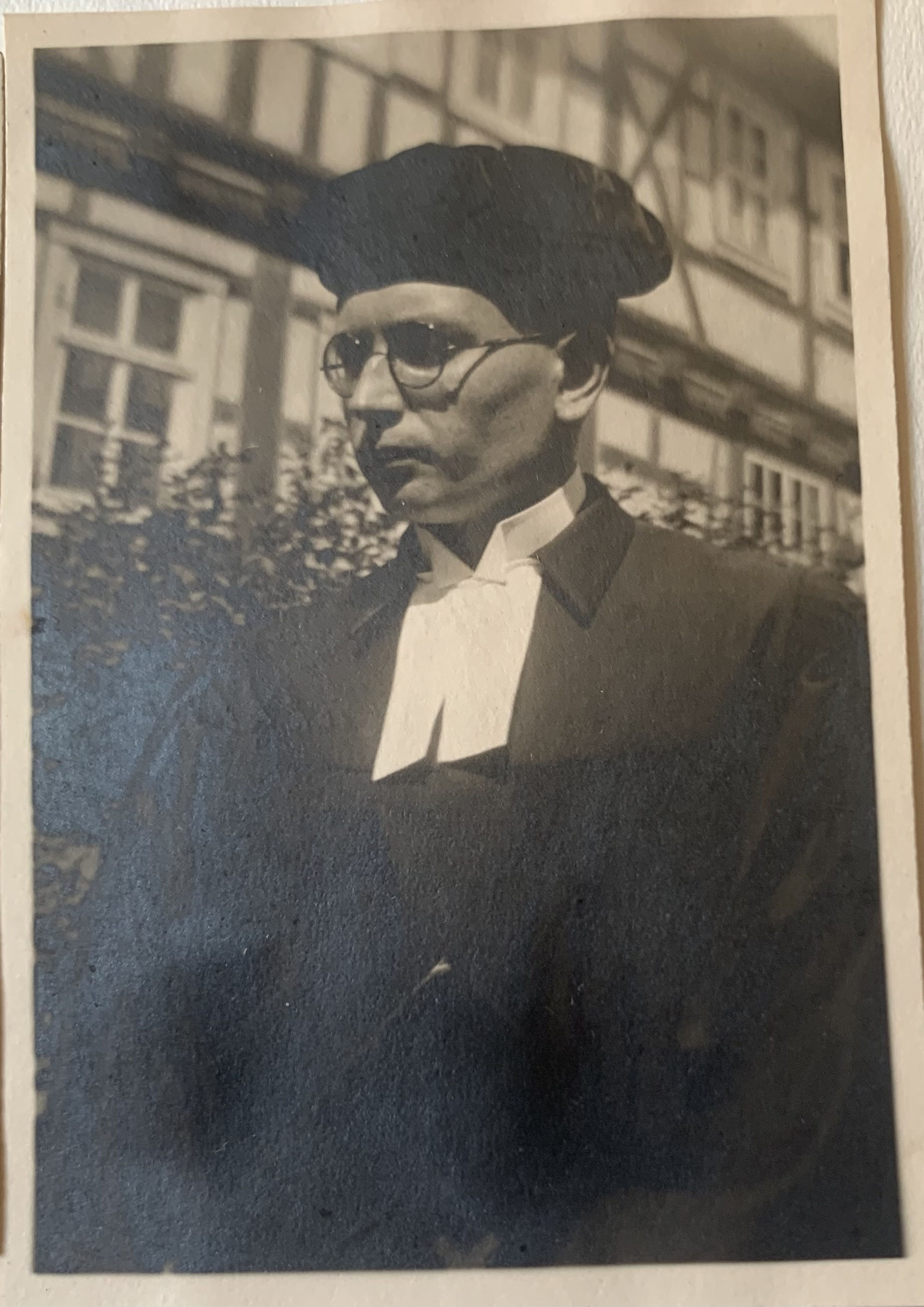
Martin Richter 11.12.1902–12.12.1966

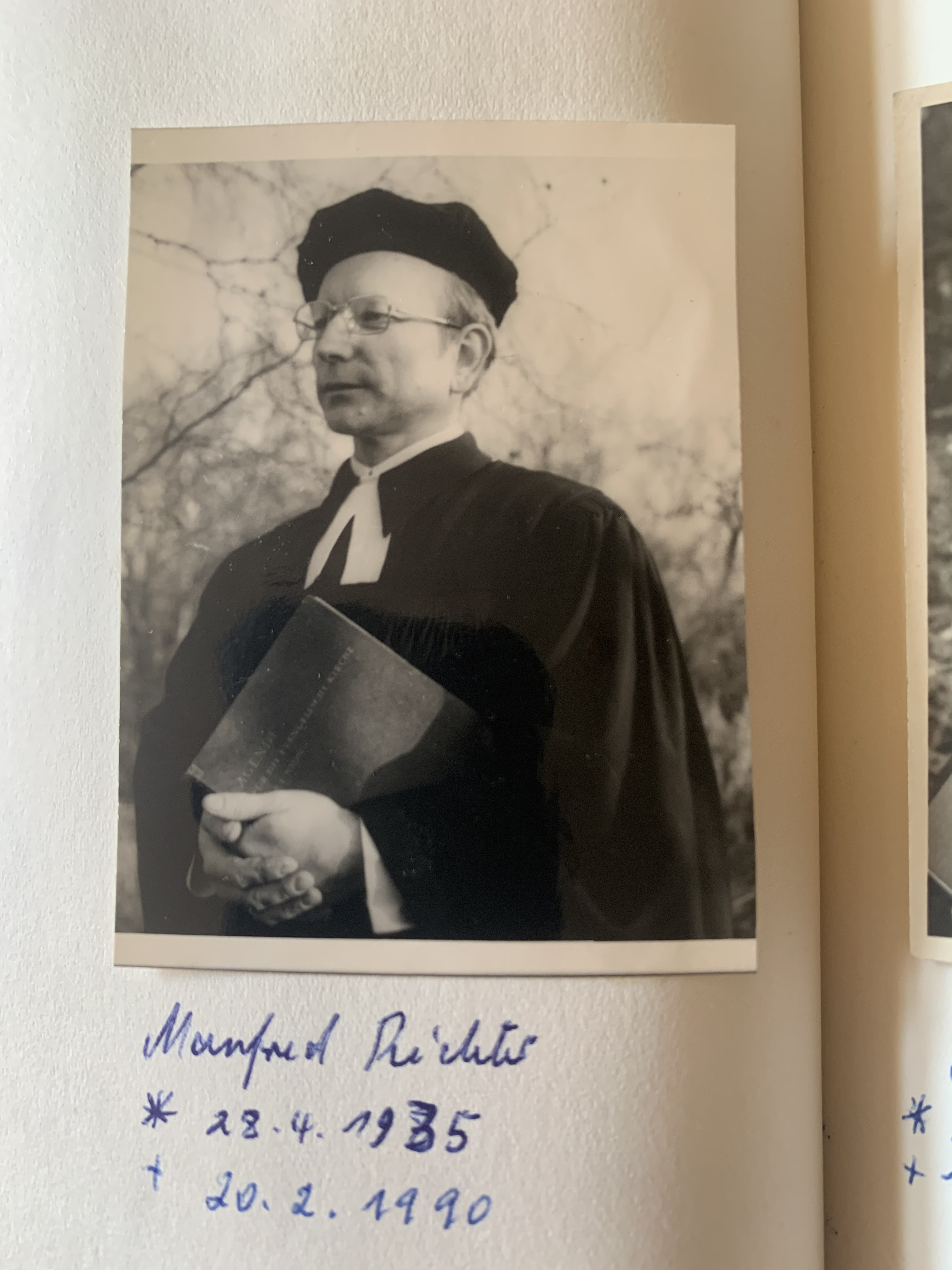
Manfred Richter 28.04.1935–20.02.1990

Die Evangelische Kirche im Stadtteil Nietleben von Halle (Saale) steht im Ortskern am Platz der Einheit. Sie gehört zum Pfarrbereich Halle-Neustadt/Nietleben im Kirchenkreis Halle-Saalkreis der Evangelischen Kirche in Mitteldeutschland. Im Denkmalverzeichnis der Stadt Halle ist die Kirche unter der Erfassungsnummer 094 12162 als Baudenkmal verzeichnet.

## Geschichte und Architektur
Die Kirche wurde 1884–1886 von Otto Kilburger für die bis 1950 noch selbständige Gemeinde Nietleben als Ersatz für die nur noch als Ruine bestehende, zum wüsten Ort  Granau gehörende ältere Kirche errichtet.
Sie besteht aus einem Zentralbau aus rotem Backstein auf achteckigem Grundriss, einer halbrunden Chorapsis im Osten und einem gotisierenden Glockenturm mit Rautenhelm im Westen.
Die Außenwände sind mit Lisenen-, Blend- und Bogenfriesgliederungen versehen. Stilistisch ist die Kirche historistisch geprägt und lehnt sich an Bauten der rheinischen  Spätromanik an. Der achteckige Grundriss hat wohl byzantinische bzw. karolingische Vorbilder.

## Innenausstattung
Die Kirche besitzt ca. 700 Sitzplätze und ist insgesamt als protestantische Predigtkirche gestaltet. Der Innenraum ist umlaufend mit Emporen ausgestattet. Aus der aufgelassenen Granauer Kirche  wurden Kirchenbänke und ein lebensgroßes, auf 1792 datiertes barockes Kruzifix in die Nietlebener Kirche übernommen.
Da die zwei Bronzeglocken von 1886 im Ersten Weltkrieg abgegeben werden mussten, wurden 1922 drei Eisenhartgussglocken aus der Glockengießerei Ulrich und Weule in Apolda angeschafft.
Die ursprüngliche Orgel, ein Werk des Merseburger Orgelbauers Friedrich Gerhardt, ist noch erhalten. Sie besitzt 15 Register auf zwei Manualen und Pedal.

## Pfarrer
Prägend für die Kirche waren Pfarrer Friedrich Wilhelm Martin Richter und sein Sohn Adolf Manfred Richter, die die Pfarrstelle von 1938 bis 1989 mit Unterbrechung innehatten.
Martin Richter war für die Umgestaltung des Altarraumes in seiner heutigen Gestalt verantwortlich und Manfred Richter schuf zur Hundertjahrfeier der Kirche 1986 eine umfangreiche Chronik.